# Farol da Senhora da Agonia
O Farol da Senhora da Agonia localiza-se na freguesia de Monserrate, cidade e distrito de Viana do Castelo, em Portugal. Ergue-se junto à torre da Capela de Nossa Senhora da Agonia, a 550 metros de distância do Farol do Castelo de Santiago.
Trata-se de um farol de torre cilíndrica vermelha com montantes e lanterna brancos.
Característica da luz:  4 s ligada, 2 s desligada.

## Outras informações
- Uso actual: Ajuda activa à navegação.
- Entidade responsável: Direcção de Faróis, Marinha Portuguesa.
- Aberto ao público: Só área envolvente.